# گونسالو اچنیکه
گونسالو اچنیکه (ایتالیایی: Gonzalo Echenique؛ زادهٔ ۲۷ آوریل ۱۹۹۰) بازیکن واترپلو اهل ایتالیا است. وی در بازی‌های المپیک تابستانی ۲۰۱۶ و ۲۰۲۰ شرکت کرده‌است.